# Plicatula muricata
Plicatula muricata is een tweekleppigensoort uit de familie van de Plicatulidae. De wetenschappelijke naam van de soort is voor het eerst geldig gepubliceerd in 1873 door G.B. Sowerby II.